# Sporopolenină

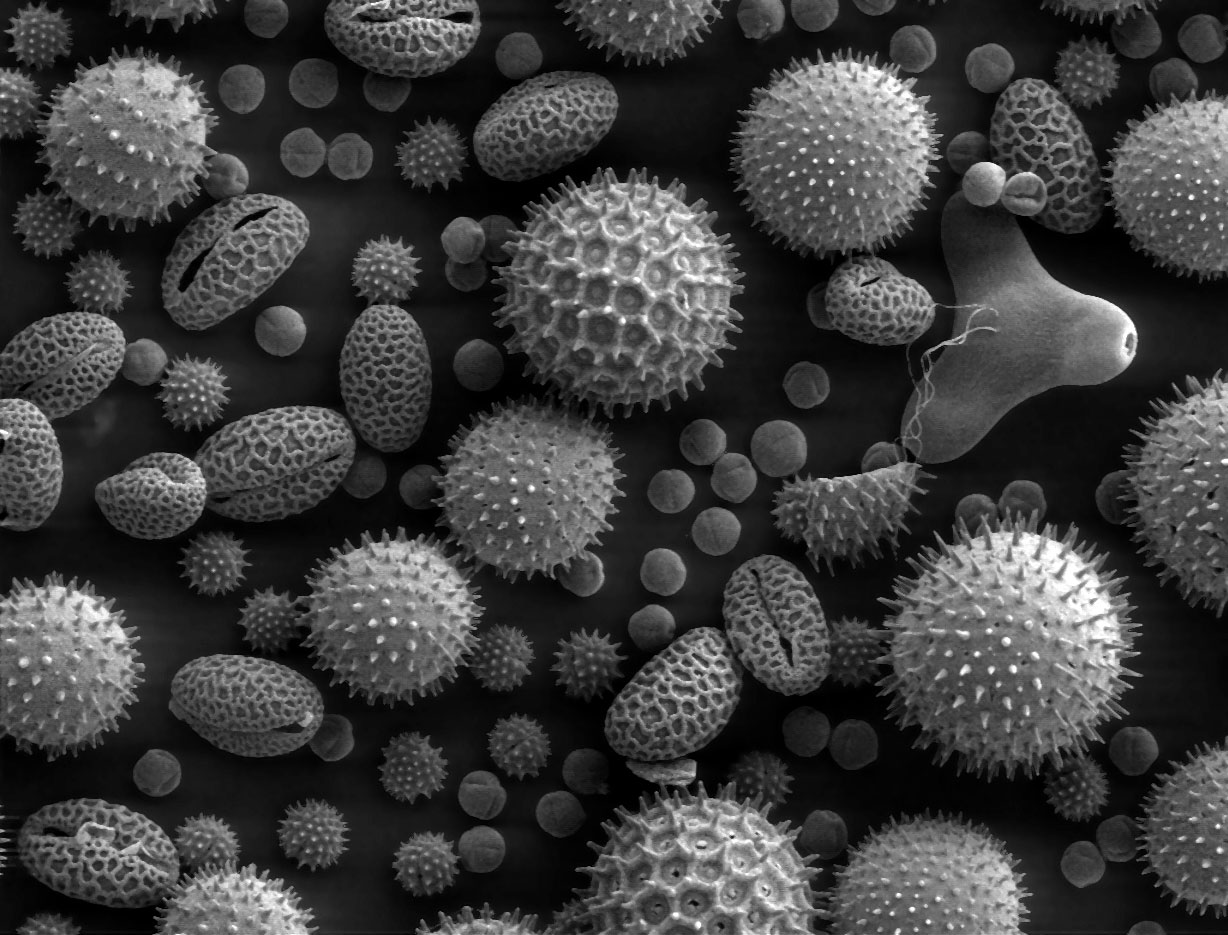
Imagine prin microscopie electronică de scanare a grăuncioarelor de polen

Sporopolenina este una dintre componentele majore ale pereților exteriori duri (care alcătuiesc exina) ai sporilor de plante și a grăuncioarelor de polen. Este unul dintre polimerii biologici cei mai inerți din punct de vedere chimic. Este foarte stabilă din punct de vedere chimic și este de obicei bine conservată în soluri și sedimente. Stratul de exină din granulele de polen prezintă de obicei modele specifice speciei, permițând materialului recuperat din sedimente să ofere informații utile palinologilor despre populațiile de plante și ciuperci din trecut. Sporopolenina are utilizări și în domeniul paleoclimatologiei. Compusul se găsește și în pereții celulari ai mai multor specii de alge verzi, inclusiv Phycopeltis⁠(d) și Chlorella⁠(d).
Sporii sunt dispersați de diverși factori de mediu, cum ar fi vântul, apa sau animalele. În condiții adecvate, pereții bogați în sporopolenină ai granulelor și sporilor de polen pot persista în fosile timp de sute de milioane de ani, deoarece sporopolenina este rezistentă la degradarea chimică de către substanțele chimice organice și anorganice. 

## Compoziție chimică
Compoziția chimică a sporopoleninei nu a fost cunoscută mult timp datorită stabilității sale chimice neobișnuite, insolubilității și rezistenței la degradare de către enzime și reactivi chimici puternici. În trecut se credea că este formată din carotenoizi polimerizați, dar aplicarea unor metode analitice mai detaliate începând cu anii 1980 a infirmat această teorie. Analiza chimică a evidențiat structura de biopolimer complex, care conține în principal acizi grași cu lanț lung, fenilpropanoizi, substanțe fenolice și urme de carotenoide, aceștia fiind legați sub formă de copolimer. Este probabil ca structura sa să derive din mai mulți precursori, care sunt legați încrucișat pentru a forma o structură rigidă.</ref> De asemenea, compoziția chimică a sporopoleninei nu este identică la toate speciile de plante, indicând faptul că nu are o structură constantă.